# Numer osobisty (Japonia)
Numer osobisty (jap. 個人番号 kojin bangō, ang. Individual Number), znany również jako Mój numer (jap. マイナンバー mai nambā, ang. My Number) – 12-cyfrowy numer identyfikacyjny wydawany automatycznie wszystkim obywatelom i rezydentom Japonii (w tym rezydentom zagranicznym) do celów podatkowych, zabezpieczenia społecznego i zarządzania klęskami żywiołowymi. Numer ten został po raz pierwszy wydany pod koniec 2015 roku.